# Nino Benvenuti
Giovanni Benvenuti, detto Nino (Isola d'Istria, 26 aprile 1938 – Roma, 20 maggio 2025), è stato un pugile e attore italiano.
Campione olimpico dei pesi welter nel 1960, campione mondiale dei pesi superwelter tra il 1965 e il 1966, campione europeo dei pesi medi tra il 1965 e il 1967, campione mondiale dei pesi medi tra il 1967 e il 1970. Nel 1968 ha vinto il prestigioso premio di Fighter of the year, unico italiano ad aver conseguito tale riconoscimento.
Il suo primo match della trilogia contro Emile Griffith è stato nominato Fight of the year del 1967, premio attribuito tre anni dopo anche al match da lui perso contro l'argentino Carlos Monzón. L'undicesima ripresa del match in cui mise KO Luis Manuel Rodríguez fu premiata come "Round of the year" per il 1969.
È stato l'unico pugile italiano ad aver detenuto il titolo mondiale unanimemente riconosciuto di due categorie di peso (medi e superwelter). Nei pesi superwelter, possono fregiarsi di tale impresa solamente altri nove atleti. Prima di lui, tra i pugili europei, soltanto Marcel Cerdan era riuscito a conquistare il mondiale dei medi in terra statunitense. È stato inoltre uno dei pochi pugili non statunitensi ad aver conquistato e difeso più volte il titolo mondiale indiscusso dei pesi medi nella storia del pugilato mondiale. Inoltre, le sue quattro vittoriose difese consecutive del mondiale indiscusso dei medi lo pongono alle spalle solamente di Marvin Hagler e Carlos Monzón come numero di difese consecutive a segno.
Nel 1992 è stato inserito nella International Boxing Hall of Fame, primo italiano a ricevere questo riconoscimento. Pur non in possesso della cittadinanza statunitense, è stato ammesso anche nella National Italian-American Sport Hall of Fame (così come leggende quali Rocky Marciano e Joe Di Maggio), per le sue imprese sportive ottenute sul suolo USA.

## La carriera pugilistica
Nasce a Isola d'Istria, una località marina all'epoca territorio italiano, poi passata nel dopoguerra alla Jugoslavia e quindi alla Slovenia. I suoi antenati, come racconta nel suo libro autobiografico, sembra che siano provenuti da Caorle, paese di pescatori della costa veneta.
La passione pugilistica di Nino Benvenuti inizia a tredici anni in una piccola palestra allestita nella propria abitazione di Isola d'Istria spinto dal suo stesso padre che, in gioventù, si era dedicato a questo sport. Passa poi ad allenarsi all'Accademia pugilistica di Trieste, percorrendo ogni volta in bicicletta la relativa distanza.
In questi anni la famiglia Benvenuti, residente nella Zona B del Territorio Libero di Trieste, sotto amministrazione jugoslava, subisce la repressione anti italiana. Il figlio maggiore, Eliano, è arrestato e imprigionato senza motivo per sette mesi. Successivamente anche la loro abitazione con giardino viene requisita. I Benvenuti preferiscono allora stabilirsi a Trieste, nella zona A amministrata dagli Angloamericani, dove già il capofamiglia ha il suo esercizio ittico. Trieste passerà definitivamente all'Italia solo nel 1954.

### Dilettantismo

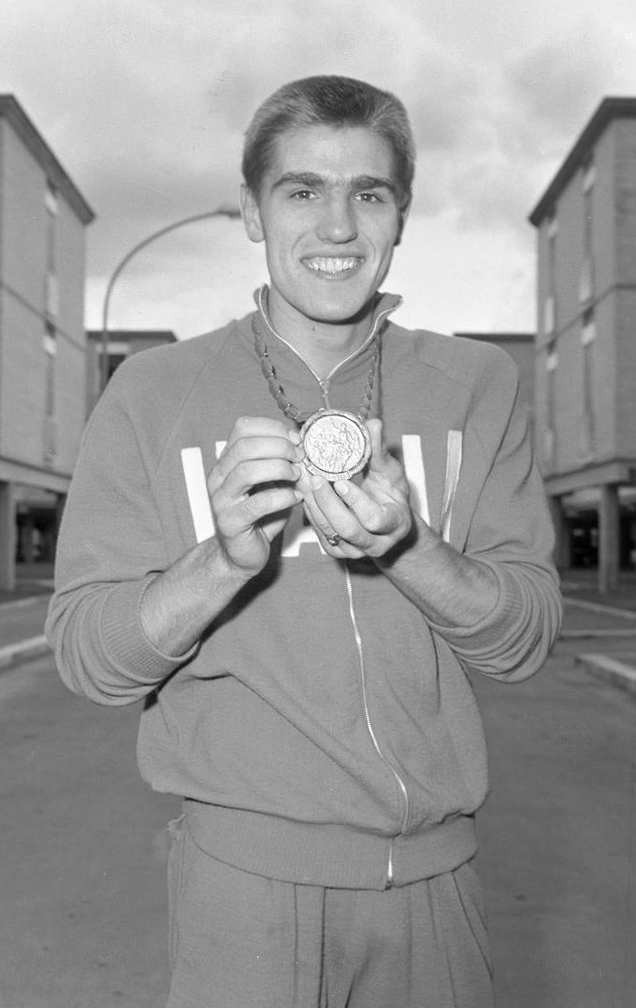
Nino Benvenuti mostra la medaglia d'oro appena vinta alle Olimpiadi di Roma 1960

L'ascesa pugilistica di Benvenuti comincia a livello locale vincendo tornei regionali e interregionali fino ad arrivare al titolo italiano nella categoria dei novizi nel 1954. Approda alla Nazionale dilettanti nel 1955.
Il 1956 inizia favorevolmente per Benvenuti che, in gennaio, vince il primo titolo italiano dilettanti, a Parma, nei pesi welter (67 kg.). Poi, però, perde la madre, appena quarantaseienne, per il peggioramento delle condizioni cardiache già rese precarie dalle sofferenze del periodo della repressione titina. In una tournée della Nazionale Italiana in Turchia, Benvenuti subisce l'unica sconfitta da dilettante in un match da lui dominato sul ring contro lo sconosciuto Akbas, nonostante le proteste dei rappresentanti della Federazione Pugilistica Italiana. Vane furono le pressioni dell'organismo per ottenere l'annullamento del match il cui esito è rimasto nel palmares del pugile. Alla fine dell'anno il responsabile tecnico Steve Klaus, convinto che l'istriano avrebbe avuto comunque una luminosa carriera, preferisce non rischiarlo, ancora diciottenne, in una dura competizione come le Olimpiadi e lo esclude dalla nazionale per Melbourne.
Nel 1957, Benvenuti passa nella categoria dei superwelter che, nei dilettanti, è al limite dei 71 kg. Conquista il secondo titolo italiano a Bologna e la medaglia d'oro agli europei di Praga. Due anni dopo, a Lucerna, bissa il successo continentale. Nel frattempo conquista altri tre titoli italiani dilettanti: nel 1958 a Terni, nel 1959 e nel 1960 a Milano, per un totale di cinque cinture italiane in cinque anni. Il suo obiettivo rimane però l'Olimpiade, sogno cullato sin da bambino.
Alle Olimpiadi di Roma, nella categoria di Benvenuti avrebbe combattuto lo statunitense Wilbert McClure, oro ai III Giochi panamericani di Chicago 1959. Onde evitare spiacevoli sorprese, il nuovo responsabile della Nazionale, Natale Rea, convince il triestino a calare di quattro chili per combattere nei pesi welter.
Benvenuti, pur debilitato dalla dieta, domina i primi turni, vincendo sempre con il verdetto unanime di 5:0. Batte il futuro campione d'Europa della categoria Jean Josselin, il futuro campione del mondo dei superwelter Ki-soo Kim, il bulgaro Shishman Mitsev e il britannico Jimmy Lloyd. Affronta in finale il sovietico Jurij Radonjak.
Il primo round è equilibrato. Durante l'intervallo l'allenatore Rea suggerisce al triestino di osare con il sinistro, subito dopo un attacco di destro del sovietico, approfittando della conseguente apertura difensiva dell'avversario. Benvenuti esegue alla perfezione il suggerimento. Il sovietico va al tappeto e, pur rialzandosi, vede ormai compromessa ogni speranza di vittoria. Il pugile italiano sale sul più alto gradino del podio, con il verdetto ai punti di 4:1. La medaglia gli verrà consegnata in una custodia con all'interno una dedica a penna firmata da Jesse Owens.
Benvenuti conquista, oltre all'oro, anche la prestigiosa coppa Val Barker, destinata al pugile tecnicamente migliore del torneo, precedendo il mediomassimo Cassius Clay. Nella storia dei Giochi olimpici Benvenuti, insieme a Patrizio Oliva, è l'unico italiano che può fregiarsi di questo riconoscimento.
Si ritira dal mondo del dilettantismo con lo score di 108 vittorie e una sola sconfitta. È un record straordinario. Tra i grandissimi della boxe, solo Sugar Ray Robinson è rimasto imbattuto da dilettante, ma combattendo solo 85 match. Sugar Ray Leonard ha ottenuto più vittorie (165) ma con 5 sconfitte. Muhammad Ali ha nel suo record amatoriale 99 vittorie e 8 sconfitte; Joe Frazier 38-2; George Foreman, 22-4. Anche il record amatoriale di Carlos Monzón (73-6-8) impallidisce di fronte a quello di Benvenuti.

### Esordio nel professionismo

Nino Benvenuti negli anni d'oro con lo sponsor Cinzano, 1966-68

Dopo le Olimpiadi, Benvenuti passa al professionismo nei pesi medi, nella scuderia del bolognese Bruno Amaduzzi, già geometra comunale e poi organizzatore di incontri di pugilato e manager del peso massimo Francesco Cavicchi. Il suo allenatore è Libero Golinelli. Al trentesimo incontro, dopo esser sceso sempre vittorioso dal ring, spesso prima del limite, Benvenuti è designato a combattere per il titolo italiano, allora vacante.
Nei suoi due primi incontri per il titolo italiano, Benvenuti dimostra di aver saputo assimilare perfettamente gli insegnamenti del suo allenatore della Nazionale dilettanti, Natale Rea. Il 1º giugno 1963, infatti, mette KO alla undicesima ripresa con un micidiale montante sinistro l'amico-rivale Tommaso Truppi aggiudicandosi la cintura italiana. Stessa sorte ha, il 31 agosto successivo, a Priverno, il suo primo sfidante Francesco Fiori che, pur rialzandosi dopo il sinistro ricevuto alla terza ripresa, viene giudicato non più in grado di proseguire.
Il 15 novembre 1963, per il quarantesimo match, Amaduzzi individua il nicaraguense Luis Guitierrez, un pugile semisconosciuto ma esperto e forte colpitore. Apparentemente, doveva essere un'altra "passeggiata" ma alla prima ripresa Benvenuti subisce il primo atterramento della carriera. La stampa non sempre favorevole al triestino scriverà di un “lungo conteggio” che gli avrebbe evitato il KO. In realtà Benvenuti si rialza al conteggio di tre e l'arbitro prosegue a contare, come da regolamento, sino all'otto. Poi si sofferma ad ammonire il nicaraguense per comportamento scorretto, circostanza che avrebbe dato il tempo a Benvenuti di riprendersi. La scorrettezza della boxe di Guitierrez risulta però oggettiva, tanto che nel prosieguo del match è richiamato ufficialmente due volte. Al secondo round, Benvenuti sembra già essersi ripreso. Fa prima piegare in due il nicaraguense con un pugno al costato e poi gli infligge un durissimo colpo alla mascella. Guitierrez evita il knock-down aggrappandosi all'italiano e facendolo ruzzolare con lui al tappeto. Alla settima ripresa, la mascella del centramericano è pericolosamente gonfia e il medico ne dichiara l'impossibilità a proseguire. Benvenuti è proclamato vincitore per Kot. Le radiografie del giorno dopo certificheranno che la mandibola destra di Guitierrez aveva effettivamente subito una frattura.

### Campione mondiale dei pesi medi junior
Nel frattempo, il 7 settembre 1963, Sandro Mazzinghi aveva conquistato il titolo mondiale dei pesi medi junior battendo lo statunitense Ralph Dupas, confermandosi nella rivincita, il 2 dicembre successivo. Tra i dilettanti, il coetaneo Mazzinghi era stato un semplice comprimario di Benvenuti, tanto da non riuscire a qualificarsi per le Olimpiadi di Roma, sconfitto da Carmelo Bossi, proveniente dalla categoria dei welter. Nulla a che vedere con l'eccezionale carriera dilettantistica del triestino. Benvenuti non è affatto d'accordo a farsi mettere in ombra dal toscano di Pontedera, nel panorama del pugilato italiano. Nasce allora la rivalità tra Benvenuti e Mazzinghi, alimentata a dismisura dalla stampa. 

Il montante destro con il quale Nino Benvenuti (a destra) mette KO Sandro Mazzinghi e gli strappa la corona mondiale dei pesi medi jr.

Pur di sottrarre la cintura mondiale al rivale, Benvenuti è disposto a scendere al di sotto dei kg. 69,850, limite della categoria dei medi junior, tra i professionisti. Purtroppo, inizialmente è Mazzinghi ad avere più gravi problemi extrasportivi per affrontare il triestino. Nel gennaio 1964 la sua auto si schianta contro un albero e la moglie Vera muore sul colpo; Mazzinghi si salva, ma riporta una frattura della scatola cranica e l'ostruzione del labirinto auricolare.
Il toscano risale sul ring il 24 aprile successivo, ma è ancora sotto shock, tanto che il poco più che discreto Charlie Austin lo costringe al conteggio. Solo una provvidenziale ferita dell'avversario riesce a evitare una clamorosa sconfitta del Campione del Mondo.
Il 30 luglio 1964 Benvenuti difende il titolo italiano dei pesi medi dall'assalto di Fabio Bettini, vincendo ai punti in dodici riprese. Mazzinghi evita ancora il confronto e i risultati non eccezionali sembrano non dargli torto. Batte un Tony Montano in forte difficoltà a rientrare nel limite di peso e rischia il KO, nel finale, anche da Fortunato Manca.
Nel frattempo, per mettere pressione a Mazzinghi, Benvenuti affronta tutti i più forti possibili avversari del toscano. Il 18 settembre 1964 batte ai punti l'ex Campione del Mondo dei medi junior Denny Moyer, segnando al peso kg. 70,9 contro i 72,7 dell'avversario. Tre settimane dopo, al limite dei pesi medi, si sbarazza per squalifica al settimo round di Abrão De Souza sfidante n. 1 al titolo di Mazzinghi. Il 19 dicembre 1964, alla Fiera di Milano - registrando alla bilancia kg. 70,1 - batte l'argentino Juan Carlos Duran in un match intenso definito "esteticamente bello come un quadro d'autore della boxe". Il 12 febbraio 1965 risale nei pesi medi per respingere il nuovo assalto di Tommaso Truppi al titolo italiano e lo sconfigge per abbandono alla quinta ripresa.

Benvenuti conquista il suo primo titolo mondiale dopo aver messo al tappeto Mazzinghi (Milano, 1965)

A questo punto Mazzinghi non può più sottrarsi al confronto. Sotto il profilo economico, la borsa per il detentore del titolo è di 22 milioni; 15 quella dello sfidante. Benvenuti si prepara scrupolosamente per il match mondiale. Vuole abbattere il rivale prima del limite e studia il “colpo perfetto”. Per sorprendere l'avversario, anziché il montante sinistro si allena a colpire con il montante destro. Il match è fissato per il 18 giugno 1965 allo stadio di San Siro a Milano.
Per tutte le prime cinque riprese, Benvenuti attende che il suo avversario si scopra per piazzare il colpo decisivo. Infatti un paio di riprese sono a favore del Campione del Mondo e il match appare deludente. Poi, alla sesta ripresa, con un magistrale montante destro Benvenuti mette al tappeto Mazzinghi che rimane a terra per il conto totale, conquistando così l'incontro e il titolo mondiale dei medi junior. Il detronizzato campione sosterrà in seguito che il conteggio sia stato troppo veloce. In realtà le cronache dell'epoca parlano di un Mazzinghi letteralmente ingoiato dal tappeto e dei suoi vani sforzi per rialzarsi da terra.
Dopo questa prima sfida con Mazzinghi, Benvenuti abbandona il titolo italiano dei pesi medi ma fa suo il titolo europeo della categoria al limite dei 72,575 kg., lasciato vacante dall'ungherese László Papp. Il suo avversario, lo spagnolo Luis Folledo fa la stessa fine di Mazzinghi, finendo KO alla sesta ripresa grazie a un gancio destro alla mascella, doppiato da un altro gancio sinistro. L'incontro – se ce ne fosse stato ancora bisogno – dimostra l'estrema versatilità del triestino di concludere prima del limite con uno o al massimo due colpi micidiali.
La rivincita con il toscano, obbligatoria per contratto, si svolge al Palazzo dello Sport di Roma, il 17 dicembre 1965.

Sandro Mazzinghi alza il braccio di Nino Benvenuti, dopo il verdetto del secondo incontro tra i due, Roma 1965

Il triestino domina le prime cinque riprese. Alla fine della seconda ripresa un sinistro di Benvenuti alla mascella fa toccare il tappeto a Mazzinghi con un ginocchio. Il toscano si rialza prontamente ma è contato sino all'otto dall'arbitro Aniello. Nelle riprese centrali, il campione del mondo si rinchiude nel guscio, affidandosi al mestiere. All'8º round denuncia una ferita al setto nasale. La nona ripresa è a vantaggio di Mazzinghi. Al 10º round l'arbitro richiama ufficialmente Benvenuti per i suoi poco ortodossi metodi di sottrarsi agli attacchi dell'avversario. Prima che finisca il round anche Mazzinghi è richiamato ufficialmente per testa bassa. Mazzinghi ottiene una leggera supremazia anche all'undicesima ripresa e soprattutto alla tredicesima, dove c'è un secondo richiamo ufficiale a carico di Benvenuti. A questo punto si rifà vivo il campione del mondo che pure, in tutta la sua carriera, non ha mai combattuto per quindici riprese. Nel penultimo round Benvenuti porta a segno simultaneamente un gancio e un montante destro. II toscano è in difficoltà. Nell'ultima ripresa Benvenuti appare sicuro. Mazzinghi è provato; tenta disperatamente di attaccare ma invano. L'incontro termina con Benvenuti che piazza duri e precisi colpi.
Il verdetto tarda ad essere emesso. Mazzinghi ha il volto tumefatto ma Benvenuti è costretto a utilizzare una bomboletta ad ossigeno. Alla fine il punteggio in favore del Campione del Mondo è unanime: l'arbitro Aniello vede vincitore Benvenuti per due punti; il giudice Brambilla soltanto per uno mentre il giudice Ferrara per quattro. Sul momento, il toscano si congratula con il vincitore. I tifosi mazzinghiani però protestano con un lancio di verdura sul ring. 
Secondo il giornalista specializzato Mario Gherarducci, Benvenuti avrebbe rischiato la sua imbattibilità per la leggerezza con cui si è preparato. Sicuro di poter concludere nuovamente per KO, si sarebbe allenato per combattere non più di sette-otto riprese.
Dopo aver inizialmente accettato il verdetto, Mazzinghi ha dato corso a una polemica che si è trascinata per lungo tempo, sui libri autobiografici e sulla carta stampata. Solo nel 2018 i due campioni, ormai ultraottantenni, sembrano essersi riconciliati.
Sei settimane dopo la rivincita con Mazzinghi, Benvenuti torna al Palasport per affrontare lo statunitense Don Fullmer, fratello minore dell'ex Campione del mondo dei medi, Gene Fullmer e già avversario di Mazzinghi. Il match è considerato una virtuale semifinale per il titolo mondiale dei medi, in possesso del nigeriano Dick Tiger. Don Fullmer - che nel frattempo aveva conquistato il titolo nordamericano dei medi battendo ai punti il campione del mondo dei welter, Emile Griffith - si rivela un avversario molto più ostico di quello incontrato da Mazzinghi tre anni prima. Benvenuti accetta la bagarre per le prime sei riprese, poi impone il peso della sua classe. Il verdetto ai punti in dodici riprese vede il triestino vincitore con un vantaggio calcolabile tra i sei e gli otto punti, ma è costretto a sottoporsi ad alcuni punti di sutura per ferite al naso e al sopracciglio destro.
Il 14 maggio 1966 Benvenuti affronta la sua prima trasferta all'estero da professionista, a Charlottenburg, per mettere in palio il titolo europeo dei medi contro il tedesco Jupp Elze. Vince per Kot al 14º round. Subito dopo, il suo manager Amaduzzi accetta che il pugile metta in palio il titolo mondiale dei medi junior al Changchung Gymnasium di Seul, contro il campione locale Ki-Soo Kim per la sostanziosa borsa di 55.000 dollari (35 mln. lire), la più alta mai ottenuta da un pugile italiano sino ad allora. Amaduzzi non si preoccupa di concordare il nome dell'arbitro né il peso dei guantoni che, in Oriente, sono di otto once e attutiscono in modo notevole la potenza di un pugno normalmente da knock-out.

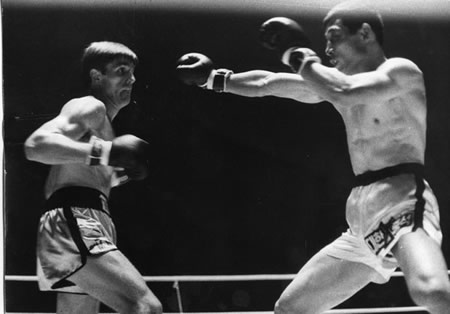
Nino Benvenuti contro Ki-Soo Kim nel match "mondiale" del 1966

Il 25 giugno successivo, Benvenuti sale sul ring sicuro dei suoi mezzi e, probabilmente, sottovalutando ancora una volta l'avversario. Aveva infatti già facilmente battuto Kim da dilettante, nei quarti di finale della vittoriosa Olimpiade di Roma. È difficile dimostrare l'andamento dell'incontro a causa del fatto che non esistono registrazioni del match. Fatto sta che, durante la quattordicesima ripresa, quando Benvenuti - a suo dire - stava "finendo il coreano", le corde del ring si sono improvvisamente abbattute a terra e l'incontro è stato interrotto per una quindicina di minuti. Benvenuti, dopo tre minuti di interruzione avrebbe potuto chiedere il no contest ma, sicuro di essere in largo vantaggio, ha atteso il riposizionamento delle corde. Esiste un filmato RAI della quindicesima ripresa che mostra Kim in balia del Campione del mondo e impegnato soltanto a "tenere" l'avversario per giungere alla fine del combattimento. Il verdetto, invece, recita diversamente. Il giudice italiano vede Benvenuti vincitore per quattro punti; quello coreano, vede tre punti in favore del connazionale. L'arbitro statunitense ma attivo in Oriente Nick Pope giudica Kim vincitore addirittura di sei punti. È lui il principale responsabile della sorprendente conclusione del match che priva Nino Benvenuti della cintura mondiale dei medi junior in favore di Ki-Soo Kim. La rivista statunitense Ring Magazine nomina l'incontro upset of the year del 1966, ritenendolo quello conclusosi nel modo più contrario alle aspettative generali, sconvolgendo ogni previsione.
In effetti, nel prosieguo, a Seul si avranno anche altri verdetti scandalosamente in favore dei pugili di casa. Lo stesso Kim ne beneficiò il 3 ottobre 1967 contro Freddie Little, con il solito verdetto non unanime, pur essendo andato al tappeto due volte all'undicesima ripresa. Per non parlare dei verdetti alle Olimpiadi di Seul del 1988 che privarono della vittoria prima l'italiano Vincenzo Nardiello, poi lo statunitense Roy Jones Jr. contro il coreano Park Si-hun.
In ogni caso, dopo questa prima sconfitta da professionista, la "striscia" di vittorie iniziali conseguite da Nino Benvenuti è di 65 match. Sommate alle ultime 77 vittorie ottenute da dilettante si hanno ben 142 incontri consecutivi, tutti vinti, nell'arco di quasi dieci anni. Un'imbattibilità compresa fra due discutibilissime sconfitte - quella con il turco Akbas tra i dilettanti e quella con Ki-Soo Kim tra i professionisti - che trova comunque pochissimi riscontri nella storia del pugilato.

### La trilogia con Emile Griffith
Dopo la trasferta sudcoreana, Benvenuti ritiene conclusa la sua esperienza nei pesi superwelter. Rinuncia a chiedere la rivincita a Kim, pur prevista per contratto, e decide di concentrarsi solamente sul titolo mondiale dei pesi medi, di cui nel frattempo era venuto in possesso l'ex Campione del mondo dei welter, Emile Griffith.
Il 21 ottobre 1966 difende la cintura europea dall'assalto dell'imbattuto francese Pascal Di Benedetto, che vanta un pari con Carlo Duran. Benvenuti lo costringe all'abbandono all'11º round.
Nel gennaio 1967 Benvenuti e il manager Amaduzzi volano negli Stati Uniti, tana del campione mondiale dei pesi medi. La prima visione del campione, impegnato in una difesa mondiale contro Joey Archer, non impressiona particolarmente Benvenuti che ammette tranquillamente di poter battere il suo avversario. Il comitato del Madison Square Garden appoggia l'incontro, ma non, come capirà successivamente Benvenuti stesso, per il talento del pugile italiano, quanto per il fatto che si sperava di scalzare il campione di colore con una figura nuova, dalla pelle bianca, i capelli biondi e gli occhi azzurri.
I giornali dell'epoca si interessano notevolmente alla vicenda, ma Griffith viene presentato come un campione imbattibile per il pugile europeo, chiamato per la corona non tanto per il talento, ma per il colore della pelle. Benvenuti replica in maniera mordace di non essere un avversario da prendere sottogamba e che si considera il numero uno a tutti gli effetti; i giornali americani non cambiano opinione sulle sue qualità, ma gli riconoscono una certa lingua lunga.
(Nino Benvenuti)
A sfavore di Benvenuti gioca anche il fatto che solo Marcel Cerdan, prima di lui, è riuscito a conquistare la corona mondiale venendo a combattere dall'Europa e che tutti i suoi precedenti europei hanno fallito questo tentativo. Curiosamente, Benvenuti ha dichiarato anni dopo di aver incontrato maggiori difficoltà con Carlos Monzón rispetto ai suoi match con Griffith, ammettendo però che le sfide con Emile sono state disputate nel suo momento migliore come pugile professionista. Una volta siglato il contratto, Benvenuti sceglie di allenarsi esclusivamente in America. Il match, nonostante il pubblico americano continui a sostenere che il risultato non sia in discussione, vive una vigilia infuocata in Italia: numeroso è il seguito di italiani giunti in America per seguire Nino (ben sei voli charter per l'occasione).
Il 17 aprile 1967, notte dell'incontro, la Rai, per preservare il sonno degli italiani, non trasmette il match alla televisione, ma sceglie di farlo solamente via radio: è stato calcolato che fra i 16 e i 18 milioni di radioascoltatori seguirono in diretta il match. Solamente Italia - Germania 4-3 avrebbe avuto un successo simile. L'incontro è appassionante e vede Benvenuti trionfare, aggiudicandosi così le cinture WBC e WBA di campione del mondo dei pesi medi, primo italiano a conquistare questi allori. Sul ring, appena dopo il verdetto, Emile Griffith gli stringe la mano come segno di rispetto. Il rientro in Italia viene vissuto in maniera entusiastica: a Milano il pugile viene bloccato in Corso Sempione e a Trieste riceve l'omaggio della sua città di adozione che scende interamente in piazza per festeggiare il nuovo Campione mondiale.
Nel contratto del match da lui vinto è prevista la rivincita nel caso in cui il campione uscente (Griffith) fosse stato sconfitto. Il nuovo match è fissato per il 29 settembre 1967. Benvenuti giunge in America con un gran seguito di italiani, ma per mare e senza aver combattuto per cinque mesi. Dopo l'incontro, la maggioranza degli osservatori gli contesterà una preparazione approssimativa. Stavolta, però, è favorito dai bookmaker.
Il copione dell'incontro, che si tiene all'aperto allo Shea Stadium è diverso rispetto al precedente. Al secondo round il campione subisce un colpo perfetto al tronco che provoca la rottura della dodicesima costola. Benvenuti capisce immediatamente che il match è segnatoː l'handicap lo penalizza eccessivamente e combatte una battaglia stoica con sé stesso per concludere l'incontro. Ancora al settimo round i cartellini di due giudici su tre lo vedono in vantaggio e il terzo un match pari. Poi Griffith riesce ad aggiudicarsi quasi tutte le restanti riprese. Al nono round Benvenuti scivola sul ring reso viscido da una leggera pioggia. L'undicesimo è pari e il tredicesimo appannaggio di Benvenuti. Il triestino scivola nuovamente al quattordicesimo round e stavolta è ufficialmente contato, nonostante le sue proteste. Il verdetto in favore di Griffith non è unanime perché mentre i due giudici avevano attribuito la vittoria a Griffith per 9-5 riprese, l'arbitro Tommy Walsh aveva visto il pari per 7-7. Secondo il cronista del Corriere della Sera il verdetto più giusto sarebbe stato un 7-4 per Griffith con quattro riprese pari. Il titolo torna così in America nelle mani dell'ex campione e Benvenuti in Italia con la costola infortunata, oltre che il volto tumefatto e alcuni tagli sul viso. In seguito, Benvenuti stesso dirà che il secondo incontro contro Emile Griffith è stata un'esperienza "drammatica [...] di quell'incontro ricordo la sofferenza, un'esperienza mai provata nella mia carriera".
La terza sfida è inevitabile e si svolge il 4 marzo 1968 in un Madison Square Garden completamente rinnovato. Il favorito è nuovamente Griffith, mentre Benvenuti sostiene di aver ritrovato la forma migliore della sua carriera, la stessa del primo incontro contro il pugile americano. Il bilancio delle prime otto riprese è contraddistinto da un equilibrio pressoché totaleː tre round a testa e due pari. Alla nona ripresa avviene la svolta: con un gancio sinistro doppiato alla mascella Benvenuti atterra Griffith e si aggiudica la ripresa in maniera netta. Per altri tre round il triestino domina un Griffith ancora frastornato. Lo statunitense si aggiudica di misura il tredicesimo round, pareggia il quattordicesimo e si getta all'arma bianca all'ultima ripresa facendo traballare l'italiano. Ma, al termine dell'incontro, è Benvenuti a trionfare. L'arbitro Lo Bianco e il giudice Forbes assegnano a Benvenuti otto riprese, sei al campione uscente e una pari; il giudice Forbes attribuisce sette riprese a testa ma assegna a Benvenuti un punto aggiuntivo per aver atterrato l'avversario. Il titolo mondiale, così, ritorna in Italia.

### Il suo regno da Campione Mondiale dei medi

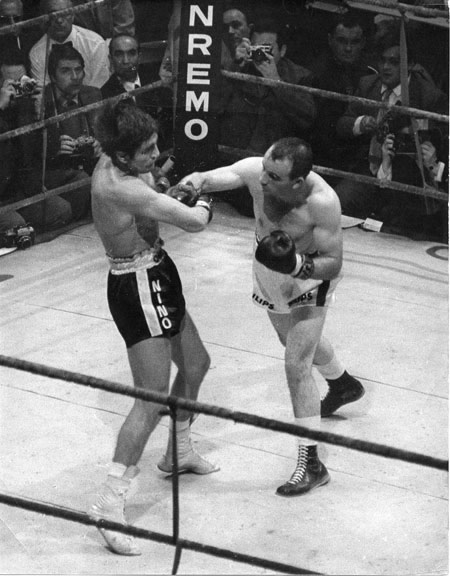
Nino Benvenuti vs. Don Fullmer (secondo incontro)

Con il doppio titolo mondiale WBC e WBA nelle sue mani, si esibisce in alcuni combattimenti con avversari minori, sia in Italia che all'estero. 
Il 14 ottobre 1968, ad Akron, si incontra con il campione locale Doyle Baird, senza titolo in palio, per una borsa di oltre dodici milioni. Alto 1.82 ed ex fonditore Baird, pur essendo coetaneo del Campione del Mondo, aveva combattuto sino a quel momento solo 22 match, tutti con pugili di basso livello, riportando anche due sconfitte. Il campione sale sul ring ritenendo di affrontare poco più che un allenamento e invece il match si trasforma ben presto in una zuffa. I contendenti scivolano a terra una volta a testa, senza essere contati. Dopo dieci riprese il verdetto della giuria di provincia, tutta statunitense, è di parità. Un giudice assegna addirittura un ininfluente punto di vantaggio a Baird. In altri tempi anche a corto di preparazione (con Guitierrez o nel secondo match con Mazzinghi) Benvenuti, pur in difficoltà, aveva saputo reagire e far suo il match. A trent'anni, con quasi 190 combattimenti alle spalle, tra dilettanti e professionisti, non può più permettersi distrazioni.
Difende per la prima volta il titolo contro Don Fullmer, designato sfidante ufficiale, al Teatro Ariston di Sanremo, il 14 dicembre 1968. Fullmer è battuto ai punti con un margine compreso tra i tre e i cinque punti e riportando svariate ferite al volto. Riesce però a infliggere al Campione del Mondo il quarto knock-down della carriera, dopo quelli con Guitierrez (1963) e dei primi due incontri con Griffith.
Grazie anche a una borsa allettante (50.000 dollari pari a 31 milioni), Benvenuti sceglie di combattere senza titolo in palio contro il quarantenne fuoriclasse nigeriano Dick Tiger, ex campione mondiale dei pesi medi e appena spodestato da Bob Foster dal trono dei mediomassimi. La stampa osserva che il Campione del Mondo affronta questo match in prospettiva per un eventuale suo passaggio ai mediomassimi con soli 28 giorni di allenamento alle spalle, reduce da un film girato in Spagna. L'italiano sale sul ring a 74,400 kg di peso mentre il nigeriano, più basso di otto centimetri, segna alla bilancia kg. 75,300, entrambi ben al di sotto del limite dei mediomassimi. L'incontro, combattuto al Madison Square Garden, è vinto da Tiger ai punti in dieci riprese, con ampio margine (7-2, 6-4, 6-3). Benvenuti dichiara di aver combattuto sin dal primo round con una frattura al metacarpo dell'indice destro - come certificato dal medico della Commissione Atletica dello Stato di New York - ma di non essersi voluto ritirare per rispetto ai 14.305 paganti. È la terza sconfitta da pro, dopo Kim e Griffith II.
La seconda difesa del titolo si combatte allo Stadio San Paolo di Napoli contro l'imbattuto ma scorretto Fraser Scott. Già al primo round, lo sfidante è ammonito due volte verbalmente dall'arbitro Gilardi. Non conoscendo la lingua italiana, Scott prosegue imperterrito nella sua condotta di gara. L'incontro è comunque inequivocabilmente brutto. Al 6º round, entrambi i contendenti, con le gambe legate in una sorta di presa di wrestling, ruzzolano alle corde. Alla settima ripresa, l'incontro è aggiudicato a Nino Benvenuti per squalifica dello sfidante a seguito di una testata irregolare.

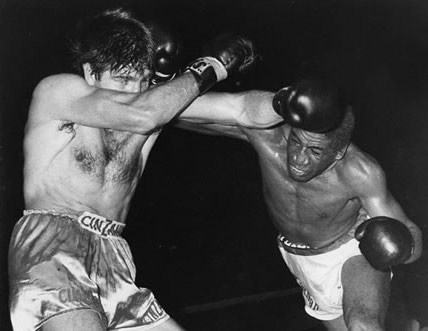
Nino Benvenuti vs. Luis Manuel Rodríguez

L'incontro successivo si disputa al Palaeur di Roma, oramai abituale palcoscenico del Campione del Mondo, il 22 novembre 1969. Lo sfidante è il quotato Luis Manuel Rodríguez, che si presenta in Italia con un palmarès di tutto rispetto: 96 vittorie, 7 sconfitte, un titolo mondiale dei pesi welter detenuto 5 anni prima, conquistato e poi perso proprio contro l'amico-rivale di Benvenuti, Emile Griffith. È più anziano di dieci mesi del Campione del mondo, otto centimetri più basso e sale sul ring con un peso di kg. 70.800.
Nel corso dell'incontro Rodriguez mantiene un ritmo che lo stesso Benvenuti definisce "proibitivo" e, dopo una fase equilibrata nella prima parte del match, vince le riprese centrali provocando all'italiano importanti ferite al naso e al sopracciglio sinistro. Apparentemente spacciato, Benvenuti è curato all'angolo e si riprende. All'undicesima ripresa, improvvisamente, sferra un micidiale gancio sinistro mettendo al tappeto lo sfidante. Rodríguez finisce KO per la prima volta nella sua carriera e non riesce a rialzarsi prima di una decina di minuti. La ripresa fu premiata come "Round of the year" per il 1969 dalla rivista specializzata Ring Magazine. Al termine del match, Rodriguez si rivolse schiettamente a Benvenuti dicendogli "Me Tumbaste!".
Nonostante l'entità delle ferite, che hanno comportato venti punti di sutura, il punteggio al momento dell'interruzione del match vedeva Benvenuti in vantaggio di tre punti sul cartellino di due giudici e di due punti in quello del terzo. Il manager Steve Klaus riteneva il Campione del Mondo in vantaggio di tre punti, mentre il cronista del Corriere della Sera si pronunciava per una sostanziale parità.
Dopo la vittoria contro Rodriguez, Benvenuti rimane alcuni mesi inattivo. Il 13 marzo 1970, vola a Melbourne per affrontare, senza titolo in palio, un suo ex sparring partner, lo statunitense Tom Bethea. Questi, però, nel frattempo, aveva conteso a Rodriguez la qualifica di sfidante ufficiale al titolo dei medi, perdendo solo ai punti. Sorge subito un "giallo" perché il manager Amaduzzi pretende in anticipo il versamento della borsa di 19 milioni. Alla quarta ripresa il campione è in forte difficoltà. Al settimo round scivola a terra ma non viene contato dall'arbitro. Nella ripresa successiva, dopo pochi secondi, Benvenuti alza il braccio e abbandona. È la sua prima sconfitta prima del limite. Il motivo dell'abbandono sarebbe un'incrinatura della nona costola, inizialmente esclusa dall'ospedale locale ma poi confermata dalle lastre effettuate all'ospedale di Bologna. Secondo lo sconfitto, la causa sarebbe stata una presunta irregolare testata dello statunitense, forse alla quarta ripresa.
Colpito nell'orgoglio, il triestino vuole subito la rivincita, mettendo in palio la cintura di Campione del Mondo. Stavolta l'esito è diverso. È Benvenuti a vincere per KO alla ottava ripresa, sul ring di Umago, a poca distanza dalla sua città natale, il 23 maggio 1970. Il colpo decisivo è un micidiale gancio destro dei giorni migliori del pugile istriano. È la quarta difesa vittoriosa del titolo.
Successivamente, Benvenuti vuole consumare la propria vendetta anche con Doyle Baird che, due anni prima, lo aveva costretto al pari. Lo statunitense, nel frattempo, era riuscito a dimostrare il proprio valore sconfiggendo Don Fullmer, sia pure con decisione contrastata e cedendo a Emile Griffith soltanto ai punti. Il 12 settembre 1970, a Bari, senza titolo in palio, Benvenuti lo punisce per knock-out tecnico in dieci riprese. L'ex fonditore subisce un conteggio al 9º round e poi altri due alla decima ripresa. A 38 secondi dal termine, lo statunitense non è più in grado di proseguire e l'arbitro interrompe il match attribuendo la vittoria a Benvenuti.

### Carlos Monzón e il successivo ritiro
A trentadue anni suonati, Benvenuti si appresta a difendere per la sesta volta i suoi titoli mondiali, conteggiando anche il secondo incontro con Griffith. Come spesso è occorso nella storia della boxe, l'ente mondiale WBC e l'organizzazione mondiale WBA avevano in cima alle loro liste due pugili diversi: Benvenuti poteva quindi scegliere fra Carlos Monzón, primo per la World Boxing Council, o un secondo avversario, proposto dalla WBA, che presentava lo stesso Monzón sesto nella propria classifica.

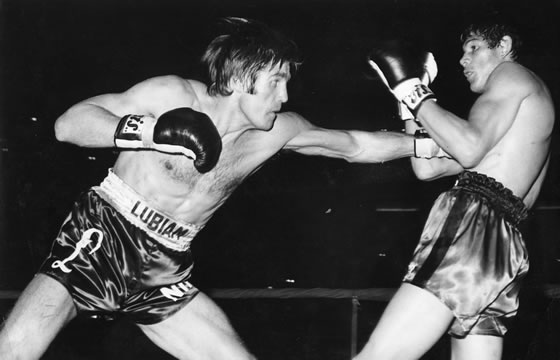
Nino Benvenuti vs Carlos Monzón, 7 novembre 1970

A causa del disaccordo fra i due enti, altri erano i pretendenti alle corone: Cordoba, Severino, Aguilar, Fernandez. Si giunse però, in breve tempo, a una mediazione: il campione poteva scegliere un qualsiasi avversario fra quelli della lista propostagli senza perdere le due cinture, a patto che il nome dello sfidante avesse un certo richiamo. Benvenuti decise di sfidare Monzón. All'epoca la scelta fu piuttosto controversa; l'argentino era un pugile dal buon record (67 vittorie, 3 sconfitte, 9 pareggi) ma non aveva mai messo piede fuori dalla terra natia. Era - come lo definisce Benvenuti stesso - un "oggetto misterioso" e la scelta apparve piuttosto criticabile. Gli stessi compatrioti di Monzón non inviarono alcun giornalista al seguito del proprio portacolori e Monzón stesso fece fatica a trovare i soldi per arrivare a Roma, sede del match.
Nonostante una preparazione incoraggiante, Benvenuti, alla vigilia della sfida, evidenzia un notevole logorio fisico mentre Monzón al peso dichiara bellicosamente "Da questo ring scenderò o vincitore o morto". Al Palazzo dello Sport la dimostrazione di forza di Monzón è evidente sin dalle prime riprese; lo sfidante pressa il portacolori italiano con colpi lunghi, diritti, favorito, sia pur di poco, dal maggiore allungo (193 centimetri a fronte di 191 dell'italiano) e dalla maggiore statura (181 centimetri a 180). Con il passare delle riprese, Monzón può mettere in mostra le proprie armi migliori: l'incredibile resistenza ai colpi (nella sua carriera, solo una volta è andato al tappeto e per pochi secondi) e la pesantezza dei suoi colpi che affaticano Benvenuti fino all'epilogo, nella dodicesima ripresa. Benvenuti, chiuso in un angolo, non riesce a evitare un diretto destro del pugile argentino che colpisce la mascella del campione, mandandolo al tappeto. Benvenuti riesce faticosamente a rialzarsi prima dello scadere del conteggio ma è incapace di proseguire e l'arbitro non può che decretare il knock-out tecnico in favore dell'argentino. Tuttavia, al momento dell'interruzione, il cartellino dell'arbitro Drust vedeva Benvenuti in vantaggio di un punto e quelli dei giudici di due punti.
È un crollo inatteso che nessuno si aspettava, ma Benvenuti può usufruire della stessa clausola contrattuale con la quale Griffith si era tutelato tre anni prima: rivincita immediata. Benvenuti si ritira in Milanello per potersi preparare adeguatamente alla rivincita, programmata a Montecarlo l'8 maggio 1971 allo Stadio Louis II.
Nell'attesa, Benvenuti sostiene un match di rodaggio a Bologna contro il semisconosciuto José Chirino e scende dal ring sconfitto ai punti, dopo essere stato contato due volte. Nonostante il verdetto fortemente contrastato (un giudice aveva assegnato il pari; gli altri due la vittoria all'argentino per un solo punto), l'incontro dimostra inequivocabilmente che Benvenuti non è più il fuoriclasse di una volta e nemmeno il pugile comunque reattivo dei match in cui è salito sul ring a corto di preparazione per sottovalutazione dell'avversario.
Onde evitare un'ulteriore sconfitta, stavolta Benvenuti svolge un'eccellente preparazione atletica e si presenta sul ring in condizioni ritenute ottimali. Nonostante ciò la sua lucidità mentale non sembra quella dei giorni migliori. Spinto da un'insolita foga, si getta all'attacco e si aggiudica la prima ripresa colpendo più volte l'avversario che non trova di meglio che ripiegare in scorrettezze, quali colpi alla nuca e una ditata nell'occhio. Nella seconda è la volta dell'argentino ad attaccare sino a diventare una furia e a mettere una prima volta al tappeto Benvenuti nel finale. Il triestino si rialza e, quasi contemporaneamente suona il gong. Nella terza ripresa, Monzón ricomincia nella sua opera demolitoria ai fianchi e allo stomaco sino a costringere l'italiano a piegare un ginocchio a terra. L'ex campione appare svuotato di energie e dall'angolo il suo manager storico, il bolognese Amaduzzi, lancia la spugna in segno di resa. Il verdetto è un nuovo knock out tecnico in favore di Monzón a 1:05 del 3º round. Nell'immediatezza della sconfitta, il triestino si lascia andare in escandescenze contro il suo manager, sostenendo di essere ancora in grado di proseguire.
Pochissimi giorni dopo il match, Benvenuti decide di lasciare definitivamente il mondo della boxe. Egli spiega che, dopo una così gloriosa carriera, ripartire a combattere ad un livello più basso, inferiore a quello da Campione Mondiale dei quattro anni precedenti, non è una scelta da perseguire. Si ritira così definitivamente nel giugno 1971 e non tornerà mai più sul ring. Nella sua autobiografia Benvenuti, "a posteriori", afferma che la scelta di Amaduzzi di lanciare la spugna nel suo ultimo incontro fu corretta e volta a tutelare la sua salute.
Nel suo ruolino da professionista Benvenuti conta in totale novanta incontri, di cui ottantadue vittorie (35 per KO), un pareggio e sette sconfitte.

### Caratteristiche tecniche
Natalino Rea, che fu allenatore di Benvenuti alle Olimpiadi del 1960, così descrisse le caratteristiche tecniche del pugile giuliano, in un'intervista: «Questo è un fenomeno. Nessuno vuole fare i guanti con lui perché li massacra lavorandoli sotto. Se affronta un avversario sconosciuto, per tutta la prima ripresa se lo studia e poi torna all’angolo e mi dice: ‘Signor Rea, adesso gli faccio una finta al mento con il sinistro e poi lo sdraio con un gancio di destro’. E così invariabilmente va a finire».
Secondo Lamberto Artioli, giornalista specializzato di pugilato e autore di libri sui più grandi della boxe, Benvenuti: «Era un pugile completo. Calcolatore e preciso, freddo come una lama, sino all'avvento di Monzón qualsiasi cosa facesse l'avversario lui sapeva come comportarsi: spostamenti laterali, schivate millimetriche, momentanee ritirate strategiche, per poi schiantare il nemico che gli stava di fronte con un gancio sinistro folgorante o un diretto destro velenoso. In possesso di elevate qualità tecniche, era capace di colpi geniali e folgoranti: gli uppercut che distrussero Mazzinghi e che scaraventarono al tappeto Emile Griffith nel corso del primo e del terzo incontro stanno a testimoniarlo. Aveva talento, era abile e furbo».
Tali doti permisero a Benvenuti, sino alla soglia dei trent'anni, di scendere sempre vittorioso dal ring anche quando vi era salito a corto di preparazione (match con Guitierrez e rivincita con Mazzinghi) al netto di incomprensibili verdetti quali quello con il turco Akbas, tra i dilettanti e il coreano Ki-Soo Kim, a Seul nel 1966. Ciò fu valido sin quando, ormai trentenne, affrontò praticamente impreparato Doyle Baird ad Akron e non andò oltre il pari (due anni dopo, però, sconfisse lo statunitense per Kot). Le tre sconfitte tra i medi che incassò prima di incontrare Monzón (Griffith 2, Tiger e Bethea 1), infatti, furono giustificate da fratture ossee certificate da referti medici, ferma restando la preparazione sommaria sempre contestatagli in ogni sconfitta dai giornalisti specializzati. Per quanto riguarda il doppio confronto con Carlos Monzón Benvenuti lo combatté ormai sul viale del tramonto da un pezzo. Lo dimostra la sconfitta da lui subita anche dal comprimario Chirino, tra il primo e il secondo incontro con il campione argentino.

## Carriera cinematografica e giornalistica
Benvenuti recitò in tre film. Il debutto avvenne in uno spaghetti-western di Duccio Tessari, Vivi o preferibilmente morti, al fianco di Giuliano Gemma (1969), con il quale aveva condiviso il servizio di leva presso la caserma dei pompieri alle Capannelle di Roma.
Il secondo è un poliziesco di Stelvio Massi, Mark il poliziotto spara per primo (1975).
Nella seconda metà degli anni '60 fu celebre protagonista di numerosi film pubblicitari all'interno della rubrica della Rai "Carosello", nei quali recitava per conto dell'azienda Sis come "Agente Segreto 00Sis" nelle reclàme del liquore "Cavallino Rosso". 
Nino Benvenuti iniziò a svolgere l'attività di commentatore sportivo in Rai già negli anni settanta del ventesimo secolo e, dal 9 marzo 1979, iscritto all'Albo dei Giornalisti, sezione pubblicisti dell'Ordine regionale del Lazio.
Nel 2006 prese parte a un episodio di Distretto di Polizia 6, e nel 2009 apparve nei panni di se stesso in un episodio di don Matteo.
Ritornò al cinema nel doppio ruolo di consulente e interprete in Carnera - The Walking Mountain (2008), film di Renzo Martinelli sulla vita di Primo Carnera. Nel 2015 è il narratore della ventiduesima puntata del programma televisivo Techetechete'.
Nel maggio 2019 partecipò anche alla realizzazione di un documentario - a produzione argentina - sulla vita di Carlos Monzón, girato a Roma presso la storica palestra Audace che accolse, in passato, proprio la visita dello stesso Carlos. 
Muore a Roma il 20 maggio 2025 all'età di 87 anni. Il funerale si è svolto dopo due giorni nella basilica di Santa Maria in Montesanto, nota anche come la Chiesa degli artisti, in piazza del Popolo a Roma.

## Vita privata

Nino Benvenuti insieme a Jake LaMotta a Milano

Nino Benvenuti si è sposato due volte. Nel 1961, dopo la vittoria olimpica e il passaggio al professionismo, è convolato a nozze con Giuliana Fonzari. Da lei ha avuto i figli Stefano (1962-2020, morto suicida), Macrì, Giuliano e Francesco e nel 1971 i due hanno adottato la tunisina Soraya.
Nel 1998, dopo il divorzio dalla prima moglie, ha sposato Nadia Bertorello (1946-2023), dalla quale aveva già avuto la figlia Nathalie. La cerimonia è stata celebrata a Roma da Gianfranco Fini, amico di Benvenuti.

### Amicizie in ambiente pugilistico
Benvenuti ha sempre rispettato i grandi pugili che lo hanno preceduto e, spesso, stretto amicizia con i suoi avversari. Poco dopo la conquista del titolo mondiale dei pesi medi (1967) ha incontrato e reso omaggio a Primo Carnera. Il grande peso massimo morì poco dopo il loro incontro e Benvenuti sorresse la sua bara al funerale.
(Nino Benvenuti)
Dopo il ritiro dall'attività agonistica, Benvenuti ha stretto amicizia con Emile Griffith e Carlos Monzón. Griffith è stato scelto come padrino di cresima per uno dei figli di Benvenuti e negli anni i due amici si sono frequentati molto. Quando Griffith ha fatto coming out sulla sua omosessualità, Benvenuti gli è rimasto a fianco nella sua scelta piuttosto controversa, essendo la prima volta che un pugile ammetteva di non essere eterosessuale.
Benvenuti ha inoltre stretto un legame di amicizia con un altro suo avversario, Carlos Monzón. Dopo che l'argentino è finito in carcere (condannato per l'omicidio della sua terza moglie), Benvenuti è andato a trovarlo per informarsi delle sue condizioni. Benvenuti ha anche partecipato a una commemorazione di Monzón a un anno dalla sua morte a Santa Fe.
Anche per quanto riguarda la fine delle polemiche con il rivale Mazzinghi, è stato Benvenuti a compiere il primo passo. In occasione delle celebrazioni dei 50 anni della loro sfida, in un’intervista a Rai3 dichiarò: «Per me Alessandro è stato un avversario durissimo, vicino anche alla vittoria. È stato un rivale temibile prima che andassi poi a vincere un titolo mondiale in America. Oggi dico che una parte di quel titolo la può sentire sua. Alessandro, come eri e come combattevi. Ti garantisco che tu sei stato un grande campione». Mazzinghi, sorpreso, prima dichiarò alla stampa: «Ho visto in tv l’intervista a Nino e mi ha fatto molto piacere sentire le sue parole di stima, ricambio con altrettanta stima il bacio che mi ha inviato. Ciao Giovanni». Poi, nel maggio 2018, dopo il ricovero e un successivo intervento chirurgico di Benvenuti, il toscano decise di rivolgere nuovamente la parola all'antico rivale, telefonandogli e augurandogli una pronta guarigione, suggellando la pace tra i due.

## Riferimenti nella cultura di massa
- Benvenuti fu il classico campione in grado di dividere le folle degli appassionati. Così ha descritto tale contrastato rapporto il giornalista Lamberto Artioli: «Il ciuffo di capelli biondi che gli ricadeva sugli occhi, quel suo modo di fare sempre sicuro e a volte altezzoso, la sua insofferenza alla critica, la sua ambizione, la sua infinita spavalderia, la sua serenità e la sua tranquillità, il sorriso largo e a volte indisponente gli avevano creato tifosi e detrattori insieme. Quella sua sete di protagonismo anche fuori dal ring gli nuoceva, ma a lui andava bene così. Pareva divertirsi. Italiano, bello, col viso pulito, piaceva alle donne. Gli italiani d'America avevano scoperto in lui il loro difensore»[18]. Dopo la conquista del titolo mondiale dei medi, la rivista Life, nel numero di giugno 1967, gli dedicò un servizio del famoso giornalista Thomas Thompson dal titolo: «Nessun campione piace come Nino»[18].
- La relazione con la miss Emilia Nadia Bertorello, iniziata alla fine degli anni sessanta, quando Benvenuti era ancora sposato in prime nozze, riempì le pagine dei rotocalchi in un'Italia in cui ancora non esisteva il divorzio. Dato il clamore, lo stesso Papa Paolo VI preferì annullare l'udienza inizialmente concessa al pugile in occasione della seconda vittoria con Griffith[95]. Alcune riviste riportarono fantasiosamente che Benvenuti non si fosse procurato in allenamento la frattura alla mano con la quale combatté l'intero match con Dick Tiger (1969), bensì in un inesistente incidente stradale in auto con la nuova compagna. La coppia si incontrò nuovamente solo dopo molti anni e si sposò con rito civile[96].
- Il pugile si dichiarò più volte un "uomo di destra"[92] ed ebbe un'esperienza politica nel 1964 per il Movimento Sociale Italiano-Destra Nazionale,[97] conclusa a causa di alcune contestazioni subite durante uno dei suoi incontri di boxe. Dopo le suddette contestazioni Benvenuti lasciò la sua carica politica preferendo essere il campione di tutti.
- Nel 1966, Nino Benvenuti prese parte a una serie di cortometraggi pubblicitari della popolare trasmissione Carosello, nei panni dell'immaginario Agente 00SIS (dal nome dell'azienda produttrice del brandy reclamizzato).[98]
- Nel 1970, negli Stati Uniti, Benvenuti prese parte a una puntata della trasmissione televisiva The Dean Martin Show. Insieme al cantante italo-americano si esibì anche nella famosa canzone That's Amore[99].
- Benvenuti è il protagonista di un fumetto disegnato da Giuseppe Botte che illustra la sua vita e, soprattutto l'esperienza da lui subita al tempo dell'esodo istriano. I testi della pubblicazione, intitolata "Nino Benvenuti, il mio esodo dall’Istria" (2020) sono dello stesso Benvenuti, con la collaborazione di Mauro Grimaldi. Con Grimaldi, Benvenuti aveva già scritto “Nino. L'isola che non c'è. Il mio esodo dall'Istria”, Edizioni Eraclea.
- Il 6 febbraio 2020, in occasione della presentazione in Senato del fumetto Nino Benvenuti - Il mio esodo dall'Istria (ed. Ferrogallico, illustrazioni Giuseppe Botte, postfazione Emanuele Merlino) l'on. Ignazio La Russa rilanciò la proposta di nominare Nino Benvenuti Senatore a vita.

## Onorificenze

### Riconoscimenti

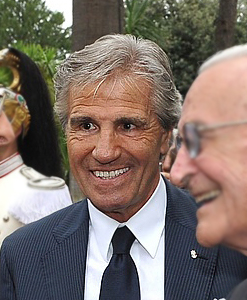
Benvenuti nel 2010

Nino Benvenuti ha segnato pagine importanti dello sport italiano: per questo ha ricevuto numerosi omaggi e riconoscimenti sia in Italia che all'estero. 
- Coppa Val Barker nel 1960
- Upsets of the year della rivista Ring Magazine nel 1966
- Fight of the year della rivista Ring Magazine nel 1967 e 1970
- Fighter of the year della rivista Ring Magazine nel 1968
- Inserito nella International Boxing Hall of Fame nel 1992[2]
- Cittadinanza onoraria del Comune di Ripa Teatina, per la valorizzazione del pugile italo-americano Rocky Marciano
- Cittadinanza onoraria del Comune di Sequals, per la valorizzazione del pugile italiano Primo Carnera
- Cittadinanza onoraria del Comune di Trieste, a quarant'anni dall'incontro che gli diede il titolo mondiale nel 1967 nella città giuliana
- "Sportivo del secolo" della Provincia di Trieste, proclamato nel 2001 da una giuria di giornalisti e un referendum fra gli sportivi
- Nel 2006 è stato uno degli otto atleti italiani portatori della bandiera olimpica nel corso della Cerimonia di chiusura dei XX Giochi olimpici invernali Torino 2006[101] e nel 2016 è stato tedoforo alle Olimpiadi Over 50[102].
- È stato più volte (2010 - 2011) testimonial FAO per la Giornata mondiale dell'alimentazione insieme a molte altre importanti figure di riferimento internazionale in vari ambiti, quali Rita L.Montalcini, Gina Lollobrigida, Susan Sarandon, Roberto Baggio, Jeremy Irons, Marcos Vinicius.
- "The Man of the Year 2011" (Uomo dell'Anno) nominato dalla Associazione Italiani a New York, subito dopo aver organizzato in Italia, con Anita Madaluni, sua addetta stampa, il "Magic Round" con il quale ospita l'amico ed ex rivale Emile Griffith, aiutandolo economicamente e sostenendolo nella lotta all'Alzheimer. A corredo dell'iniziativa esce anche il libro "Diari Paralleli" di Mauro Grimaldi. In quello stesso periodo partecipa, a New York, insieme allo stesso Griffith, alla serata dedicata a Renato Carosone, organizzata da Gigi D'Alessio al Radio City Music Hall (poi trasmessa in due serate su Rai 1), insieme a ospiti del calibro di Sylvester Stallone, Paul Anka, Manhattan Transfer, Liza Minnelli.
- Nel maggio 2015, una targa a lui dedicata fu inserita nella Walk of Fame dello sport italiano a Roma, riservata agli ex-atleti italiani che si sono distinti in campo internazionale.[103][104]
- Il 26 aprile 2017, giorno del suo compleanno e in ricorrenza del cinquantenario della sua vittoria mondiale su Griffith (17/04/67) al Madison Square Garden, è stato festeggiato in una cerimonia ufficiale, organizzata da Anita Madaluni, patrocinata da CONI e ambasciata statunitense. Durante quell'evento la FPI lo ha insignito del titolo di "Ambasciatore del Pugilato Italiano nel Mondo".
- Nel 2018 è stato inserito nella Hall of Fame del pugilato italiano;[105] nello stesso anno gli fu riconosciuto un vitalizio ai sensi della legge Giulio Onesti.[106]
- Milano, 4 febbraio 2019 - Premio Brera alla carriera[107]
- Genova, 30 novembre 2019 - Viene insignito dall'Ordine Nazionale Cavalieri dello Sport, con il patrocinio dell'ASI, del titolo di Cavaliere dello Sport.[108]

## Record professionistico
| N. | Risultato | Record | Avversario            | Tipo | Round, tempo  | Data              | Località                                                       | Note                                                                         |
| -- | --------- | ------ | --------------------- | ---- | ------------- | ----------------- | -------------------------------------------------------------- | ---------------------------------------------------------------------------- |
| 90 | Sconfitta | 82–7–1 | Carlos Monzón         | TKO  | 3 (15), 1:05  | 8 maggio 1971     | Stade Louis II, Fontvieille, Monte Carlo, Monaco               | Per il titolo WBA, WBC, The Ring, e Lineare dei pesi medi                    |
| 89 | Sconfitta | 82–6–1 | José Chirino          | MD   | 10            | 17 marzo 1971     | Bologna, Emilia-Romagna, Italia                                |                                                                              |
| 88 | Sconfitta | 82–5–1 | Carlos Monzón         | TKO  | 12 (15), 1:57 | 7 novembre 1970   | Palazzo dello Sport, Roma, Lazio, Italia                       | Perde titoli WBA, WBC, The Ring, e Lineare dei pesi medi                     |
| 87 | Vittoria  | 82–4–1 | Doyle Baird           | TKO  | 10 (10), 2:03 | 12 settembre 1970 | Stadio della Vittoria, Bari, Puglia, Italia                    |                                                                              |
| 86 | Vittoria  | 81–4–1 | Tom Bethea            | KO   | 8 (15), 2:43  | 23 maggio 1970    | Sports Stadium Arena, Umago, Jugoslavia                        | Difende titoli campione mondiale WBA, WBC, The Ring, e Lineare dei pesi medi |
| 85 | Sconfitta | 80–4–1 | Tom Bethea            | TKO  | 8 (10)        | 13 marzo 1970     | Olympic Velodrome, Melbourne, Victoria, Australia              |                                                                              |
| 84 | Vittoria  | 80–3–1 | Luis Manuel Rodríguez | KO   | 11 (15), 1:08 | 22 novembre 1969  | Palazzo dello Sport, Roma, Lazio, Italia                       | Difende titoli WBA, WBC, The Ring, e Lineare dei pesi medi                   |
| 83 | Vittoria  | 79–3–1 | Fraser Scott          | DQ   | 7 (15), 1:40  | 4 ottobre 1969    | Stadio San Paolo, Napoli, Campania, Italia                     | Difende titoli WBA, WBC, The Ring, e Lineare dei pesi medi                   |
| 82 | Sconfitta | 78–3–1 | Dick Tiger            | UD   | 10            | 26 maggio 1969    | Madison Square Garden, New York City, New York, U.S.           |                                                                              |
| 81 | Vittoria  | 78–2–1 | Don Fullmer           | UD   | 15            | 14 dicembre 1968  | Teatro Ariston, Sanremo, Liguria, Italia                       | Difende titoli WBA, WBC, The Ring, e Lineare dei pesi medi                   |
| 80 | Pareggio  | 77–2–1 | Doyle Baird           | PTS  | 10            | 14 ottobre 1968   | Rubber Bowl, Akron, Ohio, U.S.                                 |                                                                              |
| 79 | Vittoria  | 77–2   | Art Hernandez         | UD   | 10            | 17 settembre 1968 | Maple Leaf Gardens, Toronto, Ontario, Canada                   |                                                                              |
| 78 | Vittoria  | 76–2   | Jimmy Ramos           | RTD  | 4 (10), 0:30  | 5 luglio 1968     | Torino, Piemonte, Italia                                       |                                                                              |
| 77 | Vittoria  | 75–2   | Yoshiaki Akasaka      | KO   | 2 (10)        | 7 giugno 1968     | Palazzo dello Sport, Roma, Lazio, Italia                       |                                                                              |
| 76 | Vittoria  | 74–2   | Emile Griffith        | UD   | 15            | 4 marzo 1968      | Madison Square Garden, New York City, New York, U.S.           | Vince titoli campione del mondo WBA, WBC, The Ring, e Lineare dei pesi medi  |
| 75 | Vittoria  | 73–2   | Charley Austin        | PTS  | 10            | 19 gennaio 1968   | Palazzo dello Sport, Roma, Lazio, Italia                       |                                                                              |
| 74 | Sconfitta | 72–2   | Emile Griffith        | MD   | 15            | 29 settembre 1967 | Shea Stadium, New York City, New York, U.S.                    | Perde titoli campione del mondo WBA, WBC, The Ring, e Lineare dei pesi medi  |
| 73 | Vittoria  | 72–1   | Emile Griffith        | UD   | 15            | 17 aprile 1967    | Madison Square Garden, New York, New York, U.S.                | Vince titoli campione del mondo WBA, WBC, The Ring, e Lineare dei pesi medi  |
| 72 | Vittoria  | 71–1   | Milo Calhoun          | PTS  | 10            | 3 marzo 1967      | Palazzo dello Sport, Roma, Lazio, Italia                       |                                                                              |
| 71 | Vittoria  | 70–1   | Manfred Graus         | KO   | 2 (10), 2:40  | 19 gennaio 1967   | Bologna, Emilia-Romagna, Italia                                |                                                                              |
| 70 | Vittoria  | 69–1   | Renato Moraes         | KO   | 9 (10)        | 23 dicembre 1966  | Palazzo dello Sport, Roma, Lazio, Italia                       | Match disputato nella categoria dei pesi mediomassimi                        |
| 69 | Vittoria  | 68–1   | Ferd Hernandez        | PTS  | 10            | 2 dicembre 1966   | Palazzo dello Sport, Roma, Lazio, Italia                       |                                                                              |
| 68 | Vittoria  | 67–1   | Pascal Di Benedetto   | RTD  | 11 (15)       | 21 ottobre 1966   | Palazzo dello Sport, Roma, Lazio, Italia                       | Difende titolo europeo dei pesi medi                                         |
| 67 | Vittoria  | 66–1   | Harry Scott           | PTS  | 10            | 23 settembre 1966 | Palazzo dello Sport, Roma, Lazio, Italia                       |                                                                              |
| 66 | Sconfitta | 65–1   | Kim Ki-soo            | SD   | 15            | 25 giugno 1966    | Changchung Gymnasium, Seul, Corea del Sud                      | Perde titoli WBA, WBC, e Lineare dei pesi medi                               |
| 65 | Vittoria  | 65–0   | Jupp Elze             | TKO  | 14 (15), 1:27 | 14 maggio 1966    | Deutschlandhalle, Berlino, Germania                            | Difende titolo europeo dei pesi medi                                         |
| 64 | Vittoria  | 64–0   | Clarence James        | PTS  | 10            | 11 marzo 1966     | Torino, Piemonte, Italia                                       |                                                                              |
| 63 | Vittoria  | 63–0   | Don Fullmer           | PTS  | 12            | 4 febbraio 1966   | Palazzo dello Sport, Roma, Lazio, Italia                       |                                                                              |
| 62 | Vittoria  | 62–0   | Sandro Mazzinghi      | UD   | 15            | 17 dicembre 1965  | Palazzo dello Sport, Roma, Lazio, Italia                       | Difende titoli WBA, WBC, e Lineare dei pesi superwelter                      |
| 61 | Vittoria  | 61–0   | James Shelton         | PTS  | 10            | 15 novembre 1965  | Bologna, Emilia-Romagna, Italia                                |                                                                              |
| 60 | Vittoria  | 60–0   | Johnny Torres         | DQ   | 7 (10)        | 5 novembre 1965   | Torino, Piemonte, Italia                                       |                                                                              |
| 59 | Vittoria  | 59–0   | Luis Folledo          | KO   | 6 (15)        | 15 ottobre 1965   | Palazzo dello Sport, Roma, Lazio, Italia                       | Vince titolo vacante campione europeo dei pesi medi                          |
| 58 | Vittoria  | 58–0   | Daniel Leullier       | TKO  | 7 (10)        | 16 agosto 1965    | Senigallia, Marche, Italia                                     |                                                                              |
| 57 | Vittoria  | 57–0   | Sandro Mazzinghi      | KO   | 6 (15), 2:40  | 18 giugno 1965    | Stadio San Siro, Milano, Lombardia, Italia                     | Vince titoli campione del mondo WBA & WBC, e Lineare dei pesi superwelter    |
| 56 | Vittoria  | 56–0   | Milo Calhoun          | PTS  | 10            | 30 aprile 1965    | Genova, Liguria, Italia                                        |                                                                              |
| 55 | Vittoria  | 55–0   | Rip Randall           | PTS  | 10            | 2 aprile 1965     | Palazzo dello Sport, Roma, Lazio, Italia                       |                                                                              |
| 54 | Vittoria  | 54–0   | Dick Knight           | KO   | 6 (10)        | 19 marzo 1965     | Bologna, Emilia-Romagna, Italia                                |                                                                              |
| 53 | Vittoria  | 53–0   | Mick Leahy            | PTS  | 10            | 27 febbraio 1965  | Palazzo dello Sport, Milano, Lombardia, Italia                 |                                                                              |
| 52 | Vittoria  | 52–0   | Tommaso Truppi        | RTD  | 5 (12)        | 12 febbraio 1965  | Bologna, Emilia-Romagna, Italia                                | Difende titolo campione italiano dei pesi medi                               |
| 51 | Vittoria  | 51–0   | Art Hernandez         | TKO  | 3 (10), 2:20  | 22 gennaio 1965   | Palazzo dello Sport, Roma, Lazio, Italia                       |                                                                              |
| 50 | Vittoria  | 50–0   | Juan Carlos Durán     | PTS  | 10            | 19 dicembre 1964  | Palazzo dello Sport, Milano, Lombardia, Italia                 |                                                                              |
| 49 | Vittoria  | 49–0   | Aristeo Chavarin      | KO   | 4 (10)        | 27 novembre 1964  | Palazzo dello Sport, Roma, Lazio, Italia                       |                                                                              |
| 48 | Vittoria  | 48–0   | Abrão De Souza        | DQ   | 7 (10)        | 9 ottobre 1964    | Palazzo dello Sport, Roma, Lazio, Italia                       |                                                                              |
| 47 | Vittoria  | 47–0   | Denny Moyer           | PTS  | 10            | 18 settembre 1964 | Palazzo dello Sport, Roma, Lazio, Italia                       |                                                                              |
| 46 | Vittoria  | 46–0   | Fabio Bettini         | PTS  | 12            | 30 luglio 1964    | Sanremo, Liguria, Italia                                       | Difende titolo campione italiano dei pesi medi                               |
| 45 | Vittoria  | 45–0   | Jimmy Beecham         | TKO  | 2 (10)        | 28 maggio 1964    | Bologna, Emilia-Romagna, Italia                                |                                                                              |
| 44 | Vittoria  | 44–0   | Sugar Boy Nando       | PTS  | 10            | 10 aprile 1964    | Palazzo dello Sport, Roma, Lazio, Italia                       |                                                                              |
| 43 | Vittoria  | 43–0   | Michel Diouf          | PTS  | 10            | 18 marzo 1964     | Bologna, Emilia-Romagna, Italia                                |                                                                              |
| 42 | Vittoria  | 42–0   | Memo Ayon             | KO   | 5 (10), 0:28  | 28 febbraio 1964  | Palazzo dello Sport, Rome, Lazio, Italia                       |                                                                              |
| 41 | Vittoria  | 41–0   | Ted Wright            | PTS  | 10            | 13 dicembre 1963  | Palazzo dello Sport, Roma, Lazio, Italia                       |                                                                              |
| 40 | Vittoria  | 40–0   | Luis Gutierrez        | TKO  | 7 (10)        | 15 novembre 1963  | Palazzo dello Sport, Roma, Lazio, Italia                       |                                                                              |
| 39 | Vittoria  | 39–0   | Jackie Cailleau       | PTS  | 10            | 7 novembre 1963   | Prato, Toscana, Italia                                         |                                                                              |
| 38 | Vittoria  | 38–0   | Gaspar Ortega         | PTS  | 10            | 18 ottobre 1963   | Palazzo dello Sport, Roma, Lazio, Italia                       |                                                                              |
| 37 | Vittoria  | 37–0   | Víctor Zalazar        | TKO  | 2 (10)        | 27 settembre 1963 | Palazzo dello Sport, Roma, Lazio, Italia                       |                                                                              |
| 36 | Vittoria  | 36–0   | Wilhelm Niederau      | TKO  | 6 (10)        | 16 settembre 1963 | Prato, Toscana, Italia                                         |                                                                              |
| 35 | Vittoria  | 35–0   | Francesco Fiori       | TKO  | 3 (12)        | 31 agosto 1963    | Priverno, Lazio, Italia                                        | Difende titolo campione italiano dei pesi medi                               |
| 34 | Vittoria  | 34–0   | Tony Montano          | PTS  | 10            | 7 giugno 1963     | Palazzo dello Sport, Roma, Lazio, Italia                       |                                                                              |
| 33 | Vittoria  | 33–0   | Jimmy Beecham         | PTS  | 10            | 23 maggio 1963    | Stadio Flaminio, Roma, Lazio, Italia                           |                                                                              |
| 32 | Vittoria  | 32–0   | Jean Ruellet          | PTS  | 10            | 24 aprile 1963    | Palazzetto dello Sport, Alessandria, Piemonte, Italia          |                                                                              |
| 31 | Vittoria  | 31–0   | Georges Estatoff      | KO   | 6 (10), 0:33  | 5 aprile 1963     | Palazzo dello Sport, Torino, Piemonte, Italia                  |                                                                              |
| 30 | Vittoria  | 30–0   | Tommaso Truppi        | KO   | 11 (12)       | 1º marzo 1963     | Palazzo dello Sport Roma, Lazio, Italia                        | Vince titolo vacante campione italiano dei pesi medi                         |
| 29 | Vittoria  | 29–0   | Giampaolo Melis       | KO   | 2 (10)        | 26 dicembre 1962  | Bologna, Emilia-Romagna, Italia                                |                                                                              |
| 28 | Vittoria  | 28–0   | Isaac Logart          | PTS  | 10            | 30 novembre 1962  | Palazzo dello Sport, Roma, Lazio, Italia                       | Match disputato nella categoria dei pesi medi junior                         |
| 27 | Vittoria  | 27–0   | Daniel Leullier       | PTS  | 10            | 18 ottobre 1962   | Padova, Veneto, Italia                                         |                                                                              |
| 26 | Vittoria  | 26–0   | Diego Infantes        | PTS  | 8             | 28 settembre 1962 | Palazzo dello Sport, Roma, Lazio, Italia                       |                                                                              |
| 25 | Vittoria  | 25–0   | Giuseppe Gentiletti   | KO   | 2 (10)        | 30 agosto 1962    | Senigallia, Marche, Italia                                     |                                                                              |
| 24 | Vittoria  | 24–0   | Mahmout le Noir       | PTS  | 8             | 2 agosto 1962     | Lignano, Emilia-Romagna, Italia                                |                                                                              |
| 23 | Vittoria  | 23–0   | Gino Rossi            | PTS  | 10            | 12 luglio 1962    | Trieste, Friuli-Venezia Giulia, Italia                         |                                                                              |
| 22 | Vittoria  | 22–0   | Heinz Freytag         | PTS  | 8             | 22 giugno 1962    | Stadio Flaminio, Roma, Lazio, Italia                           |                                                                              |
| 21 | Vittoria  | 21–0   | Jean Ruellet          | PTS  | 8             | 2 giugno 1962     | Stadio Amsicora, Cagliari, Sardegna, Italia                    |                                                                              |
| 20 | Vittoria  | 20–0   | Hector Constance      | PTS  | 10            | 1º maggio 1962    | Trieste, Friuli-Venezia Giulia, Italia                         |                                                                              |
| 19 | Vittoria  | 19–0   | Jim Hegerle           | KO   | 4 (11)        | 13 aprile 1962    | Palazzo dello Sport, Roma, Lazio, Italia                       |                                                                              |
| 18 | Vittoria  | 18–0   | Gianni Lommi          | KO   | 5 (10)        | 17 marzo 1962     | Milano, Lombardia, Italia                                      |                                                                              |
| 17 | Vittoria  | 17–0   | Manfred Haas          | PTS  | 8             | 8 marzo 1962      | Torino, Piemonte, Italia                                       |                                                                              |
| 16 | Vittoria  | 16–0   | José Riquelme         | PTS  | 8             | 19 febbraio 1962  | Bologna, Emilia-Romagna, Italia                                |                                                                              |
| 15 | Vittoria  | 15–0   | George Aldridge       | KO   | 6 (10)        | 19 gennaio 1962   | Palazzo dello Sport, Roma, Lazio, Italia                       |                                                                              |
| 14 | Vittoria  | 14–0   | Giuseppe Catalano     | PTS  | 8             | 20 dicembre 1961  | Palazzo dello Sport, Roma, Lazio, Italia                       |                                                                              |
| 13 | Vittoria  | 13–0   | Jesse Jones           | DQ   | 6 (8)         | 9 novembre 1961   | Palazzetto dello Sport, Roma, Lazio, Italia                    |                                                                              |
| 12 | Vittoria  | 12–0   | Angelo Brisci         | KO   | 1 (8)         | 1º novembre 1961  | Trieste, Friuli-Venezia Giulia, Italia                         |                                                                              |
| 11 | Vittoria  | 11–0   | Retmia Mahrez         | TKO  | 3 (8)         | 2 ottobre 1961    | Bologna, Emilia-Romagna, Italia                                |                                                                              |
| 10 | Vittoria  | 10–0   | Marc Desforneaux      | PTS  | 6             | 17 giugno 1961    | Castello di San Giusto, Trieste, Friuli-Venezia Giulia, Italia |                                                                              |
| 9  | Vittoria  | 9–0    | Henri Cabelduc        | PTS  | 6             | 7 giugno 1961     | Bologna, Emilia-Romagna, Italia                                |                                                                              |
| 8  | Vittoria  | 8–0    | Michel Francois       | KO   | 4 (8)         | 16 maggio 1961    | Torino, Piemonte, Italia                                       |                                                                              |
| 7  | Vittoria  | 7–0    | Daniel Brunet         | DQ   | 3 (8)         | 3 maggio 1961     | Napoli, Campania, Italia                                       |                                                                              |
| 6  | Vittoria  | 6–0    | Pierre Mondino        | PTS  | 6             | 21 aprile 1961    | Firenze, Toscana, Italia                                       |                                                                              |
| 5  | Vittoria  | 5–0    | Nic Maric             | PTS  | 6             | 7 aprile 1961     | PalaLido, Milano, Lombardia, Italia                            |                                                                              |
| 4  | Vittoria  | 4–0    | Sahib Mosri           | KO   | 3 (6)         | 14 marzo 1961     | Bologna, Emilia-Romagna, Italia                                |                                                                              |
| 3  | Vittoria  | 3–0    | Ben Ali Allala        | KO   | 1 (6)         | 27 febbraio 1961  | Napoli, Campania, Italia                                       |                                                                              |
| 2  | Vittoria  | 2–0    | Nicola Sammartino     | KO   | 3 (6)         | 10 febbraio 1961  | Palazzo dello Sport, Roma, Lazio, Italia                       |                                                                              |
| 1  | Vittoria  | 1–0    | Ben Ali Allala        | PTS  | 6             | 20 gennaio 1961   | Trieste, Friuli-Venezia Giulia, Italia                         |                                                                              |